# Cinnamomum trinerve
Cinnamomum trinerve är en lagerväxtart som först beskrevs av Cyrus Longworth Lundell, och fick sitt nu gällande namn av André Joseph Guillaume Henri Kostermans. Cinnamomum trinerve ingår i släktet Cinnamomum och familjen lagerväxter. Inga underarter finns listade i Catalogue of Life.